# El passeig
El passeig (en francès La promenade) és una pintura a l'oli realitzada per Claude Monet el 1875 i que actualment s'exposa al National Gallery of Art de Washington.
Monet va pintar diverses versions de la dona amb para-sol o paraigua, tot idealitzant visions d'un temps passat. No és gaire habitual trobar obres de Monet en les quals la figura humana tingui major rellevància que el paisatge. Els protagonistes tornen a ser Camille, la seva companya, i Jean, el seu fill, igual que veiem en Dinar. Aquí estan vistos des d'una perspectiva baixa, situats sobre un turó on hi toca el vent. La llum provoca una ombra malva que domina tota la figura, mentre que l'ombra que ella projecta és més fosca. Les zones il·luminades pel sol tenen, òbviament, un color més viu. Jean queda més difuminat en el fons, i s'aprecia a penes el color vermell de les seves galtes.
Una vegada més, la pinzellada és ràpida; es converteix en la configuradora del conjunt, i n'elimina les formes, la qual cosa provocarà la reacció de Cézanne o Renoir.